# Olympische Winterspiele 2022/Skispringen/Qualifikation
Dieser Artikel beschreibt die Qualifikation für die Olympischen Winterspiele 2022 im Skispringen.

## Qualifikationsnormen

### Gastgebernation
China steht als Gastgebernation mindestens ein Quotenplatz pro Geschlecht zu. Der hierfür nominierte Athlet musste dabei innerhalb des Qualifikationszeitraums (1. Juli 2020 bis 16. Januar 2022) mindestens einen Weltcup-, Grand Prix- oder Continental-Punkt haben.

### Verteilung der Quotenplätze
Die Verteilung der Quotenplätze erfolgte über die sogenannte Olympic Quota Allocation List, welche vom 1. Juli 2020 bis 16. Januar 2022 auf den Ergebnissen des Skisprung-Weltcups sowie des Skisprung-Grand-Prix basierte. Danach erfolgte eine Zuteilung über den Skisprung-Continental-Cup. Die Gesamtzahl an Plätzen betrug 65 bei den Männern und 40 bei den Frauen. Pro Nation durften sich maximal fünf männliche und vier weibliche Athleten qualifizieren. Bei weniger als 12 Nationen mit vier männlichen Athleten, die für das Mannschaftsspringen benötigt werden, wurde der nächstbesten Nation mit drei zugeteilten Quotenplätzen ein zusätzlicher Quotenplatz zugesprochen. Dieser Vorgang wird wiederholte, bis sich zwölf Mannschaften qualifiziert haben. Verbleibende Kontingente wurden bis zum Erreichen der Maximalzahl von 65 an noch nicht vertretene Nationen mit maximal je einem Quotenplatz verteilt.

### Mixed-Mannschaftsspringen
Um am Mixed-Mannschaftsspringen teilzunehmen, mussten sich von einer Nation zwei männliche und zwei weibliche Athleten durch das oben beschriebene Verfahren qualifizieren. Da China als Gastgeber nicht über die erforderlichen zwei männlichen Athleten verfügte, darf China Athleten einsetzen, die sich für die Nordische Kombination qualifiziert haben.

## Übersicht
| Nation             | Einzel | Einzel | Mannschaft | Mannschaft | Athleten |
| Nation             | Männer | Frauen | Männer     | Mixed      | Athleten |
| ------------------ | ------ | ------ | ---------- | ---------- | -------- |
| Bulgarien          | 1      |        |            |            | 1        |
| China              | 1      | 2      | X a        | X          | 3        |
| Deutschland        | 5      | 4      | X          | X          | 9        |
| Estland            | 2      |        |            |            | 2        |
| Finnland           | 3 2    | 2      |            | X          | 4        |
| Frankreich         | 1 0    | 2      |            |            | 2        |
| Italien            | 3 1    | 3 1    |            | X          | 2        |
| Japan              | 5      | 4      | X          | X          | 9        |
| Kanada             | 2      | 2      |            | X          | 4        |
| Kasachstan         | 2      |        |            |            | 2        |
| Norwegen           | 5      | 4 3    | X          | X          | 8        |
| Österreich         | 5      | 4      | X          | X          | 9        |
| Polen              | 5      | 2      | X          | X          | 7        |
| ROC                | 5      | 4      | X          | X          | 9        |
| Rumänien           | 1 3    | 1      |            |            | 4        |
| Schweden           |        | 1      |            |            | 1        |
| Schweiz            | 5 4    |        | X          |            | 4        |
| Slowenien          | 5      | 4      | X          | X          | 9        |
| Tschechien         | 3 5    | 2 3    | X          | X          | 8        |
| Türkei             | 1      |        |            |            | 1        |
| Ukraine            | 2 3    |        |            |            | 3        |
| Vereinigte Staaten | 2 3    | 0 1    |            |            | 4        |
| Gesamt: 22 NOKs    | 65     | 40     | 10         | 12         | 105      |

## Nominierte Athleten

### Männer
| NOK                | Nominierte Athleten    | Nominierte Athleten   | Nominierte Athleten    | Nominierte Athleten | Nominierte Athleten |
| ------------------ | ---------------------- | --------------------- | ---------------------- | ------------------- | ------------------- |
| Deutschland        | Markus Eisenbichler    | Karl Geiger           | Stephan Leyhe          | Pius Paschke        | Constantin Schmid   |
| Japan              | Daiki Itō              | Junshirō Kobayashi    | Ryōyū Kobayashi        | Naoki Nakamura      | Yukiya Satō         |
| Norwegen           | Johann André Forfang   | Halvor Egner Granerud | Robert Johansson       | Marius Lindvik      | Daniel-André Tande  |
| Österreich         | Manuel Fettner         | Jan Hörl              | Daniel Huber           | Stefan Kraft        | Daniel Tschofenig   |
| Polen              | Stefan Hula            | Dawid Kubacki         | Kamil Stoch            | Paweł Wąsek         | Piotr Żyła          |
| ROC                | Jewgeni Klimow         | Ilja Mankow           | Michail Nasarow        | Danil Sadrejew      | Roman Trofimow      |
| Slowenien          | Lovro Kos              | Anže Lanišek          | Cene Prevc             | Peter Prevc         | Timi Zajc           |
| Tschechien         | Roman Koudelka         | Čestmír Kožíšek       | Viktor Polášek         | (Radek Rýdl)        | Filip Sakala        |
| Schweiz            | Simon Ammann           | Gregor Deschwanden    | Killian Peier          | Dominik Peter       | —                   |
| Vereinigte Staaten | Kevin Bickner          | Casey Larson          | Patrick Gasienica      | Decker Dean         | —                   |
| Rumänien           | Andrei Feldorean       | Daniel Cacina         | Nicolae Sorin Mitrofan | —                   | —                   |
| Ukraine            | Witalij Kalinitschenko | Anton Kortschuk       | Jewhen Marussjak       | —                   | —                   |
| Estland            | Artti Aigro            | Kevin Maltsev         | —                      | —                   | —                   |
| Finnland           | Antti Aalto            | Niko Kytösaho         | —                      | —                   | —                   |
| Kanada             | Mackenzie Boyd-Clowes  | Matthew Soukup        | —                      | —                   | —                   |
| Kasachstan         | Sergei Tkatschenko     | Danil Wassiljew       | —                      | —                   | —                   |
| Bulgarien          | Wladimir Sografski     | —                     | —                      | —                   | —                   |
| China              | Song Qiwu              | —                     | —                      | —                   | —                   |
| Italien            | Giovanni Bresadola     | —                     | —                      | —                   | —                   |
| Türkei             | Fatih Arda İpcioğlu    | —                     | —                      | —                   | —                   |

### Frauen
| NOK                | Nominierte Athletinnen | Nominierte Athletinnen  | Nominierte Athletinnen | Nominierte Athletinnen                     |
| ------------------ | ---------------------- | ----------------------- | ---------------------- | ------------------------------------------ |
| Deutschland        | Katharina Althaus      | Selina Freitag          | Pauline Heßler         | Juliane Seyfarth                           |
| Japan              | Yuki Itō               | Kaori Iwabuchi          | Yūka Setō              | Sara Takanashi                             |
| Österreich         | Daniela Iraschko-Stolz | Marita Kramer Lisa Eder | Eva Pinkelnig          | Jacqueline Seifriedsberger Sophie Sorschag |
| ROC                | Irina Awwakumowa       | Alexandra Kustowa       | Irma Machinja          | Sofja Tichonowa                            |
| Slowenien          | Urša Bogataj           | Ema Klinec              | Nika Križnar           | Špela Rogelj                               |
| Norwegen           | Thea Minyan Bjørseth   | Silje Opseth            | Anna Odine Strøm       | —                                          |
| Tschechien         | Anežka Indráčková      | Karolína Indráčková     | Klára Ulrichová        | —                                          |
| China              | Dong Bin               | Peng Qingyue            | —                      | —                                          |
| Finnland           | Julia Kykkänen         | Jenny Rautionaho        | —                      | —                                          |
| Frankreich         | Julia Clair            | Joséphine Pagnier       | —                      | —                                          |
| Kanada             | Abigail Strate         | Alexandria Loutitt      | —                      | —                                          |
| Polen              | Kinga Rajda            | Nicole Konderla         | —                      | —                                          |
| Italien            | Jessica Malsiner       | —                       | —                      | —                                          |
| Rumänien           | Daniela Haralambie     | —                       | —                      | —                                          |
| Schweden           | Frida Westman          | —                       | —                      | —                                          |
| Vereinigte Staaten | Anna Hoffmann          | —                       | —                      | —                                          |